# Elvis Costello
Declan Patrick MacManus (művésznevén Elvis Costello) (London, 1954. augusztus 25. –) kétszeres Grammy-díjas brit zenész, zeneszerző. Szólózenészként, együttműködésben (pl. Burt Bacharach, Paul McCartney, Brodsky Quartet), valamint zenekaraival (The Attractions, The Imposters) készít(ett) felvételeket és lép(ett) fel.

## Életrajzi adatok
Londonban született, 1954. augusztus 25-én. Szülei Ross MacManus (ír származású zenész) és Lillian Ablett.
1971-ben anyjával Birkenheadbe költözött, itt alapította meg első (folk)zenekarát (Rusty). Középiskola után visszatért Londonba, ahol 1974 és 1976 között Flip City nevű zenekarával zenélt, ebben az időben már D. P. Costello néven, apja művészneve (Day Costello) alapján. Az Elvis nevet menedzsere, Nick Lowe javaslatára vette fel profi szólókarrierjének kezdetén.
Háromszor nősült, 1974-ben Mary Burgoyne lett a felesége, akitől egy fiúgyermeke született, 1986-ban Cait O'Riordant vette el, akitől 2002-ben vált el. Jelenlegi felesége Diana Krall (2003 óta), akitől ikrei születtek (2006: Dexter Henry Lorcan és Frank Harlan James).

## Karrier
Szólókarrierje gyakorlatilag 1977-ben indult, ekkor jelentek meg első lemezei: Less Than Zero (kislemez), My Aim Is True (album), Watching the Detectives (kislemez).
A következő albumok már állandó zenekarával, az Attractionsszel készültek (Steve Nieve billentyű, Bruce Thomas basszus, Pete Thomas dob); noha az 1978-as második lemez (This Year’s Model) még szólóalbumként jelent meg, a következő albumok már Elvis Costello and The Attractions név alatt jelentek meg. A kezdeti új hullámos-punkos hangzás felől több műfaji kalandozás jellemzi a zenei karriert.
Az Elvis Costello és Bruce Thomas közötti egyre növekvő feszültség miatt Elvis 1984-ben bejelentette a zenekar feloszlását és a visszavonulást. A visszatérés nem váratott sokáig magára, fellépések és újabb lemezek követték egymást, az 1986-os Blood & Chocolate-ig. Az Attractionsszel később még két albumot vett fel (1994 Brutal Youth, 1996 All This Useless Beauty), gyakrabban más zenészekkel dolgozott (sessionzenészek mellett egyre inkább jellemzőek rá az együttműködések, pl. T-Bone Burnett, Paul McCartney, Brodsky Quartet, Wendy James, Burt Bacharach, Anne-Sofie von Otter, Allen Toussaint stb.).
A 2002-es When I Was Cruel album szólóalbumként jelent meg, de már ezen is Costello új zenekara játszik, a The Imposters, amely Bruce Thomas helyett Davey Faraghert foglalkoztatja basszusgitáron, a dobos és a billentyűs az attractionös Steve Nieve és Pete Thomas.
Magyarországon először 2014. október 24-én, a budapesti Művészetek Palotájában adott koncertet, európai szólóturnéja állomásaként.

## Diszkográfia
Stúdióalbumok
1977 My Aim Is True (Elvis Costello)

1978 This Year’s Model (Elvis Costello) (a The Attractionsszel)

1979 Armed Forces (Elvis Costello and The Attractions)

1980 Get Happy!! (Elvis Costello and The Attractions)

1981 Trust (Elvis Costello and The Attractions)

1981 Almost Blue (Elvis Costello and The Attractions)

1982 Imperial Bedroom (Elvis Costello and The Attractions)

1983 Punch the Clock (Elvis Costello and The Attractions)

1984 Goodbye Cruel World (Elvis Costello and The Attractions)

1986 King of America (The Costello Show featuring The Attractions and Confederates)

1986 Blood & Chocolate (Elvis Costello and The Attractions)

1989 Spike (Elvis Costello)

1991 Mighty Like a Rose (Elvis Costello)

1991 G.B.H. (Elvis Costello, Richard Harvey)

1993 The Juliet Letters (Elvis Costello, The Brodsky Quartet)

1994 Brutal Youth (Elvis Costello)

1995 Kojak Variety (Elvis Costello)

1995 Jake's Progress (Elvis Costello)

1996 All This Useless Beauty (Elvis Costello and The Attractions)

1997 Terror & Magnificence (Elvis Costello, John Harle) 

1998 Painted from Memory (Elvis Costello, Burt Bacharach)

1998 The Sweetest Punch (Elvis Costello, Bill Frisell)

2001 For the Stars (Elvis Costello, Anne Sofie von Otter)

2002 When I Was Cruel (Elvis Costello) (a The Impostersszel)

2003 North (Elvis Costello)

2004 The Delivery Man (Elvis Costello and The Imposters)

2004 Il Sogno (Elvis Costello)

2005 Piano Jazz (Elvis Costello, Marian McPartland)

2006 The River in Reverse (Elvis Costello, Allen Toussaint)

2008 Momofuku (Elvis Costello and The Imposters)

2009 Secret, Profane & Sugarcane (Elvis Costello)

2010 National Ransom (Elvis Costello)

2018 Look Now (Elvis Costello)

2020 Hey Clockface (Elvis Costello)